# Европска мрежа младих хемичара
Европска мрежа младих хемичара (енгл. European Young Chemists' Network, EYCN) је огранак младих научника у оквиру Европског хемијског друштва (EuChemS). Ова организација младих људи окупља хемичаре до 35 година старости, при чему је једини услов да буду чланови свог националног хемијског друштва.

## Историја
Европска мрежа младих хемичара основана је 2006. године. Идеја о оснивању овакве организације у оквиру Европског хемијског друштва појављивала се неколико пута за време састанака младих научника из разних земаља Европе. Најзад је 31. августа 2006. године за време 1. Европског конгреса хемије (ECC) у Будимпешти написан документ под називом „Сврха, задаци и циљеви Европске мреже младих хемичара“.
У марту 2007. године, Јенс Брефке (Немачка) и Чаба Јанаки (Мађарска) упутили су позиве свим хемијским друштвима да пошаљу младе представнике на састанак у Берлину како би заједнички дефинисали правила EYCN. Ова правила касније је потврдило Европско хемијско друштво и од тада се Европска мрежа младих хемичара повезала са свим младим хемичарима у оквиру Европског хемијског друштва како би радила на размени знања, искустава и идеја. Од самог оснивања Европске мреже младих хемичара (European Young Chemists’ Network – EYCN), хемијска друштва из 28 земаља су именовала младе хемичаре који су их као званични делегати представљали у овој организацији младих научника Европе.

## Организација
Европском мрежом младих хемичара руководи Управни одбор и сви активни чланови подељени су у четири тима (Тим за чланство, Тим за умреженост, Тим за науку и Тим за комуникацију). Сваким тимом руководи вођа и сваки тим има јасно дефинисане одговорности и делатности. Захваљујући томе, ова мрежа једна је од најактивнијих у оквиру Европског хемијског друштва.
Фокус EYCN је на младим истраживачима и будућим професионалцима; кроз подршку и менторство, награде за најбоље постере и за најбоља усмена саопштења, као и Награду за европског младог хемичара (EYCA), преко програма размене студената као што су стипендије за разне конгресе, програм Млади хемичари прелазе границе (YCCB), до едукативних активности (конференција, Дана каријере, soft-skills радионица).
Важно је нагласити да EYCN има успешне сарадње са другим организацијама у Европи и свету које су такође посвећене хемичарима који су на почетку своје каријере. Посебно је значајна вишегодишња сарадња са Америчким хемијском друштвом - Комитетом младих хемичара (ACS-YCC), али и повезаност са Међународном мрежом млађих хемичара (IYCN).
Поред финансијске помоћи коју пружа Европско хемијско друштво (EuChemS), Европску мрежу младих хемичара већ годинама уназад материјално подржава компанија EVONIK Industries.

## Пројекти и догађаји
Како би приближили науку широкој популацији, EYCN od 2016. године организује такмичење за најбоље фотографије ‘Photochimica’ у сарадњи са Краљевским друштвом за хемију (Royal Society of Chemistry – RSC), као и такмичење ‘Откривање хемије’ (Chemistry Rediscovered) за најбољи видео.
EYCN такође организује и друге разноврсне догађаје, као што је међународна конференција ‘Састанак младих хемичара Европе’ (European Young Chemists’ Meeting – EYCheM) која се одржава једном у две године; посебан симпозијум посвећен младима у оквиру ‘Европског конгреса хемије’ (EuChemS Chemistry Congress – ECC]) који се одржава сваке парне године, као и годишњи скуп EYCN делегата (EYCN Delegate Assembly – DA). До сада је одржано 15 DА скупова, а први је био 2006. године у Будимпешти (Мађарска).

## Структура Управног одбора EYCN
Између 2006. и 2013. године, Управни одбор (УО) EYCN и његови тимови су се смењивали након периода од годину дана до три године, у зависности од могућности чланова да се задрже на некој од позиција. Након 2013. године, УО се мења на сваке две године. Сваки УО је допринео да се EYCN утицај и углед повећају из године у годину, што је постигнуто увођењем и реализацијом нових кључних идеја.
- 2019-2021[8][9]

Chair: Antonio M. Rodríguez García (Шпанија); Secretary: Maximilian Menche (Немачка); Treasurer: Jelena Lazić (2019–20) (Србија), Carina Crucho (2020–21) (Португалија); Communication team leader: Maxime Rossato (Француска); Global connection team leader: Lieke van Gijzel (Холандија); Membership team leader: Miguel Steiner (Аустрија); Networks team leader: Jovana V. Milic (Швајцарска); Science team leader: Katarina Josifovska (2019–20) (Северна Македонија), Robert-Andrei Țincu (2020–21) (Румунија); Advisor: Alice Soldà (Италија)
- 2017-2019[10][11]

Chair: Alice Soldà (Италија); Secretary: Torsten John (Немачка); Communication team leader: Кseniia Otvagina (Русија); Membership team leader: Jelena Lazić (Србија); Networks team leader: Victor Mougel (Француска); Science team leader: Hanna Makowska (Пољска); Advisor: Fernando Gomollón-Bel (Шпанија)
Кључна достигнућа: Интернет страница ’Хемија широм Европе’ (Chemistry across Europe) која пружа основне информације о хемији у академским круговима и у индустрији широм Европе, као и покретање EYCN YouTube канала. Друга међународна конференција ‘Састанак младих хемичара Европе’ (European Young Chemists’ Meeting – EYCheM) је одржана у сарадњи са младим хемичарима из Бремена (Немачка).
- 2015-2017

Chair: Fernando Gomollón-Bel (Шпанија); Secretary: Camille Oger (Француска); Science team leader: Oana Fronoiu (Румунија); Communication team leader: Sarah Newton (Велика Британија); Networks team leader: Michael Terzidis (Грчка); Membership team leader: Emanuel Ehmki (Аустрија)
Кључна достигнућа: Установљена су правила која се примењују приликом избора новог УО, као и правила о присуствовању годишњем скупу EYCN делегата (EYCN Delegate Assembly – DA). Створен је месечни билтен (EYCN Newsletter).
- 2013-2015

Chair: Frédérique Backaert (Белгија); Secretary: Aurora Walshe (Велика Британија); Scientific team leader: Vladimir Ene (Румунија); External communication team leader: Lisa Phelan (Ирска); Membership team leader: Koert Wijnbergen (Холандија); Networks team leader: Anna Stefaniuk-Grams (Пољска); Advisor: Cristina Todaşcă (Румунија)
Кључно достигнуће: Прво учешће EYCN на петом ‘Европском конгресу хемије’ (5th EuCheMS Chemistry Congress – ECC5) у Истамбулу (Турска) 2014. године.
- 2012-2013

Chair: Cristina Todaşcă (Румунија); Secretary: Aurora Walshe (Велика Британија)
Кључно достигнуће: EYCN делегати су први пут подељени у тимове: сваки тим је имао једног вођу тима, а остали делегати су били чланови који су бирали ком тиму желе да се прикључе и да активно учествују.
- 2010-2012

Chair: Viviana Fluxa (Швајцарска); Secretary: Cristina Todaşcă (Румунија); Relationship with industries: Lineke Pelleboer (Холандија); External communication: Guillaume Poisson (Француска); Membership and internal communication: Aurora Walshe (Велика Британија); Website designer: Magorzata Zaitz (Пољска)
Кључна достигнућа: Стварање и развој EYCN сајта, као и учешће EYCN на трећем ‘Европском конгресу хемије’ (3rd EuCheMS Chemistry Congress – ECC3) у Нирнбергу (Немачка) 2010. године.
- 2009-2010

Chair: Sergej Toews (Немачка); Secretary: Helena Laavi (Финска); Relationship with industry: Viviana Fluxa (Швајцарска); Communications: Dan Dumitrescu (Румунија); Scientific affairs: Ilya Vorotyntsev (Русија)
Кључно достигнуће: Корпоративни идентитет је створен и активно развијан за EYCN.
- 2006-2009

Chair: Csaba Janáky (Мађарска); Secretary: Emma Dumphy (Швајцарска); Treasurer: Juan Luis Delgado de la Cruz (Шпанија); Sponsor relations officer: Jens Breffke (Немачка); Communications Officer: Cristina Todaşcă (Румунија)
Кључно достигнуће: У Берлину је 12 одлучних и инспирисаних делегата из различитих земаља и различитих хемијских друштава одлучило да оснује EYCN.